# Tarenna eucrantha
Tarenna eucrantha är en måreväxtart som först beskrevs av Adolph Daniel Edward Elmer, och fick sitt nu gällande namn av Elmer Drew Merrill. Tarenna eucrantha ingår i släktet Tarenna och familjen måreväxter. Inga underarter finns listade i Catalogue of Life.